# Eduarda Magalhães
Eduarda Maria Nicolau Silvestre Magalhães é uma política angolana. Filiada ao Movimento Popular de Libertação de Angola (MPLA), é deputada de Angola pela província de Benguela desde 28 de setembro de 2017.
Magalhães licenciou-se em ciências da educação.